# 1941年德克萨斯飓风
1941年德克萨斯飓风是一场规模庞大的强烈热带气旋，于1941年9月以大型飓风强度袭击德克萨斯州沿海地区，造成较为严重的破坏，是1941年大西洋飓风季的第二场风暴。估计这场风暴是于9月16日在墨西哥湾东部形成，达到飓风强度后，系统的前进方向形成顺时针环路，之后转向西北。飓风继续强化，以风力时速201公里强度从德克萨斯州马塔哥达县近海的东马塔戈达湾附近登陆，然后在向内陆行进的过程中急剧减弱。整场风暴共计造成价值约650万美元的破坏，大部分农作物被毁。飓风在休斯敦东部经过，给该市造成大规模破坏，风暴还打乱了路易斯安那演习。系统之后转变成温带气旋并从休伦湖上空经过，导致多伦多3人遇难。共计7人因这场气旋丧生。

## 气象历史
1941年9月中旬，受低压槽或东风波影响，加勒比海西部的大气环境很不稳定，并且不稳定气团于9月15至16日逐渐在古巴以西海域集中。但从地面天气观测结果来看，这里并没有低气压区形成。系统继续组织，于9月17日在尤卡坦半岛以北约193公里的墨西哥湾中部形成热带低气压。美国国家气象局在实际操作中直到一天后才发现墨西哥湾有热带气旋生成。系统形成后起初向西北方向移动，并且这一前进方向会持续到9月18日清晨。这时，低气压在路易斯安那州新奥尔良东南偏南方向约483公里洋面升级成热带风暴。
接下来的3天里，风暴逐渐增强，其移动方向也形成顺时针环路，先向东南偏南方向移动，之后又转向西进。9月21日，气旋升级为飓风，并开始略朝西北转向逼近德克萨斯州墨西哥湾海岸。风暴继续增强成大型飓风，于9月23日晚达到持续风速每小时201公里的最高强度。接下来，风暴以最高强度从德克萨斯州马塔哥达县湾城（Bay City）以东附近登岸。但由于登陆点附近缺少气象仪器，所以陆地上测得的飓风最低气压是休斯敦记录的970毫巴（百帕，28.66英寸汞柱）。气旋登陆后迂回向东北方向移动，于9月24日清晨从休斯顿以西不远处经过。系统加速向内陆行进，于9月25日转变成温带风暴，最终于9月27日在通戈山国家公园附近的魁北克东北部上空消散。

## 防灾措施
风暴来袭前，许多公告和警报通过报刊、广播、电报和电话广泛传播。约2万5000人撤离家园，部分沿海小镇变得“空无一人”。飓风产生的风暴潮对墨西哥湾北岸地区构成影响，路易斯安那州沿海低洼地区居民因此躲进避难所。德克萨斯州居民为自己的住房和商店做防灾准备，许多船主将船拉到岸上。阿瑟港的许多建筑被木板封住，数以百计的难民躲进当地酒店。美国红十字会派工作人员来到该州，休斯顿建起临时医院。该市的警察和消防员进入戒备状态。政府官员劝告风暴附近船只的船主谨慎行事。

## 影响
整场风暴一共造成价值约700万美元的破坏，其中约400万美元属水稻和棉花为主的农作物受损。美国计划在1941年8至9月举办名为路易斯安那演习的一系列军事演习，作为美军参加第二次世界大战的序幕，检验军队的训练、后勤、战术和指挥，但由于这场飓风就在演习全面开始一周前影响路易斯安那州南部地区，产生的降水引起山洪爆发，河流上涨，军队的一些交通工具因此陷入淤泥之中。数以百计的军机被迫向内陆转移躲避。
德克萨斯沿岸接近飓风中心的多个地点风速达到每小时160公里。来自加尔维斯敦的一份报道中称：“风暴来袭前，天上基本没有什么云彩，直到北美中部时区早上6点到7点低沉的云层突然出现。22日，高积云和中层卷云将天空密集遮挡起来，偶尔才会出现一点缝隙。到22日下午，天空已经完全被低沉的云层遮盖，这种情况在风暴接下来的时间里一直保持。”受此前的另一场风暴影响，加尔维斯敦的海潮已高于正常水平，9月23日，潮水浪峰升至2.1米高，加尔维斯顿岛大片区域被淹。当地一座机场也被0.3至0.91米深的潮水淹没。
随着飓风向内陆进发，休斯顿市受到重创。当地有3人死亡，另有多人受伤。由于之前的天气预报称当地不会受到严重影响，因此时速高达124公里的狂风令许多人措不及防。市内部分区域停电。狂风摧毁了一些强度较差的建筑物，还有部分受损，多条街道被淹。风暴摧毁了一家运动场，市中心许多商店的玻璃窗被震碎。经初步估计，休斯顿市内所受破坏价值50万美元。风暴过去后，当地清理了15卡车的碎玻璃。
经过美国后，风暴残留进入安大略和魁北克上空，在安大略湖延岸产生飓风强度阵风和高达12米的狂浪。该湖共有55艘船只因风暴沉没，造成数万美元损失。狂风还导致停电和建筑受损，安大略的许多麦田被毁。多伦多有3人因气旋丧生，另有多人受伤。